# Friedrich Winfried Schubart
Friedrich Winfried Schubart – oder auch Friedrich Winfrid Schubart – (* 5. Juni 1847 in Hohnstädt, heute Stadtteil von Grimma; † 5. März 1918 in Zerbst/Anhalt) war ein deutscher evangelischer leitender Geistlicher, Glockenkundler und Heimatforscher.

## Leben
Friedrich Winfried Schubart war ein Sohn des evangelisch-lutherischen Pfarrers Friedrich Moritz Schubart und seiner Frau Clara, geb. Zehme. Der Kunstsammler Friedrich Martin Schubart (1840–1899) war sein älterer Bruder. Von 1861 bis 1868 besuchte er die Fürstenschule Grimma und studierte dann Evangelische Theologie an der Universität Leipzig.
Er wurde in Grimma für den Dienst in der Kirchenprovinz Sachsen ordiniert, folgte dann aber einer Berufung nach Anhalt als Hofprediger in Ballenstedt. Hier entwickelte er eine umfangreiche Tätigkeit, unter anderem als Vorsitzender der Diaspora-Konferenz und Herausgeber der Zeitschrift Diasporabote.

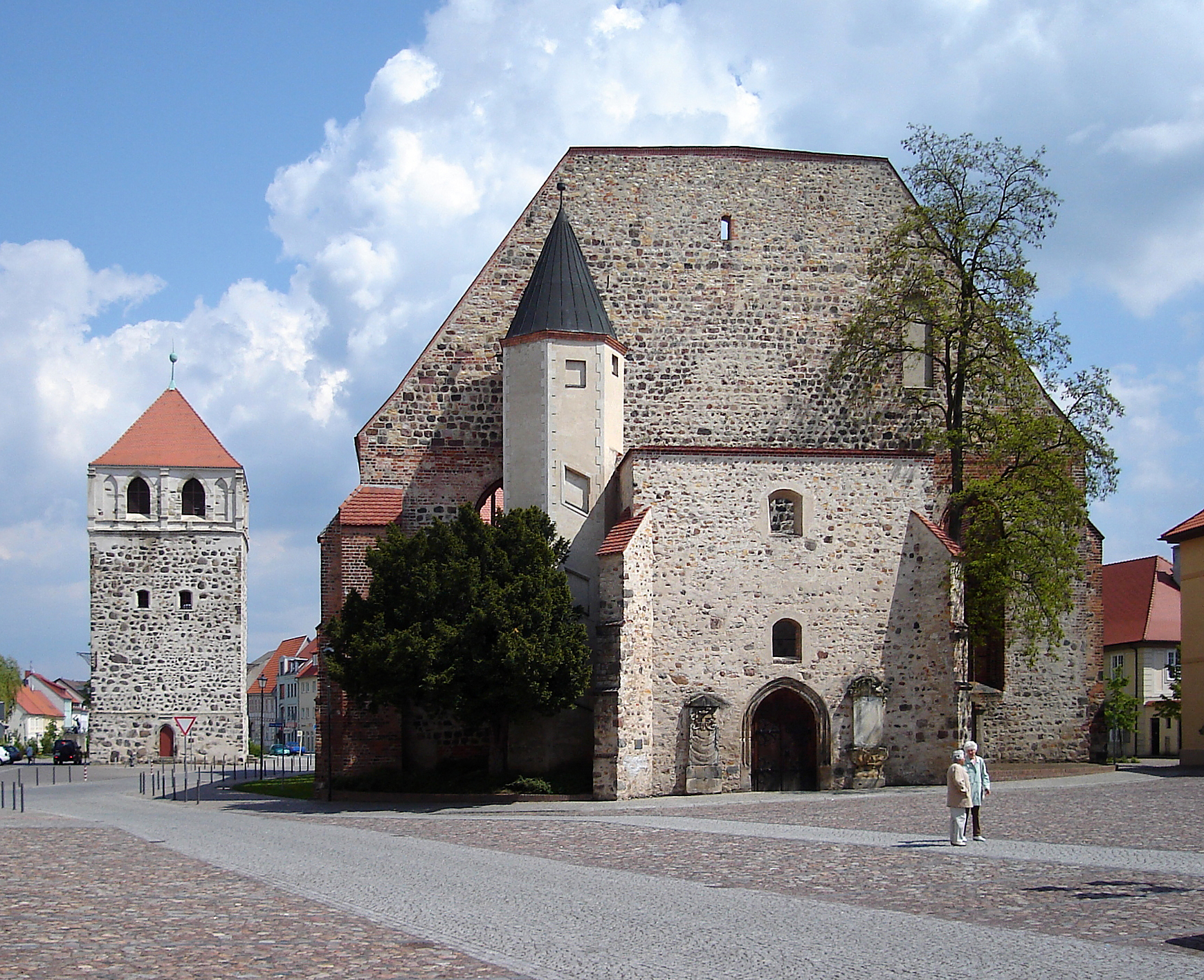
St. Bartholomäi in Zerbst

1905 wechselte er an die St.-Bartholomäi-Kirche in Zerbst, wo er bis zu seiner Emeritierung 1917 wirkte. Als Hofprediger, Generalsuperintendent und Vorsitzender des Konsistoriums war er der Leitende Geistliche der Evangelischen Landeskirche Anhalts.
Neben zahlreichen Veröffentlichungen zur regionalen Geschichte verfasste er 1896 das grundlegende Inventar der Glocken im Herzogtum Anhalt.
Er war seit 1877 mit Emilie Franziska Riepenhausen (1854–1878) verheiratet und bekam mit ihr eine Tochter, Amalie Olga Elisabeth Schubart (1878–1914). Seit 1888 war er verheiratet mit Bertha, geb. von Alvensleben aus dem Hause Eichenbarleben (1859–1912), einer Tochter des Generals Werner VIII. von Alvensleben.

## Auszeichnungen
- 1913 Ehrendoktor der Theologischen Fakultät der Universität Halle

## Schriften
- O rex gloriae, Christe, veni cum pace Amen: Ein uraltes Glockengebet. Ein Beitrag zur Glockeninschriftenkunde. Dessau: Baumann 1896 (Digitalisat im Internet Archive)
- Friedrich Winfrid Schubart, Hofprediger in Ballenstedt am Harz: Die Glocken im Herzogtum Anhalt – Ein Beitrag zur Geschichte und Altertumskunde Anhalts und zur allgemeinen Glockenkunde. Mit über 300 Abbildungen, gezeichnet von W. Peters. Verlagsbuchhandlung von Paul Baumann, Herzogl.-Anhalt. und Sachsen-Altenburg. Hofbuchhändler, Dessau 1896 (uni-halle.de [PDF; 113,0 MB] XVII, 529 Seiten, 2 ungezählte gefaltete Blätter; 4°).[4]